# Судзуки, Такаюки
Такаю́ки Судзу́ки (яп. 鈴木 隆行 Судзуки Такаюки, 5 июня 1976, Хитати, Ибараки) — японский футболист, нападающий.

## Карьера
Дебютировал за национальную сборную 25 апреля 2001 года в товарищеском матче против сборной Испании. Забил свои первые голы за команду 2 июня 2001 года в матче Кубка конфедераций против сборной Камеруна. Играл во всех четырёх матчах Японии на домашнем чемпионате мира, забив гол в стартовом матче команды против сборной Бельгии. Также на счету Судзуки участие в победном Кубке Азии 2004 года в Китае, где он забил гол и отличился в серии пенальти в четвертьфинальном матче против Иордании, и в Кубке конфедераций 2005 года.